# Billy Boy Arnold
William "Billy Boy" Arnold (n. Chicago, Illinois; 16 de septiembre de 1935) es un  músico de blues, más conocido por su interpretación de la armónica, además de ser cantante y compositor.

## Biografía
Nacido en Chicago, comenzó a tocar la armónica siendo un niño, y en 1948 recibió lecciones informales de su vecino cercano John Lee "Sonny Boy" Williamson, poco antes de la muerte de éste. Arnold hizo su debut discográfico en 1952 con "Hello Stranger" en la pequeña etiqueta fresca, la compañía discográfica le dieron el apodo de "Billy Boy".
A principios de la década de 1950, se unió a fuerzas con músico callejero Bo Diddley y tocaba la armónica en el 2 de marzo de 1955 grabación de la canción Bo Diddley "Soy un hombre" publicado por Checker Records. El mismo día de la Bo Diddley sesiones, Billy Boy registraron el auto-escribió "You Got to Love Me" que no fue liberado hasta el box set de ajedrez blues 1.947 hasta 1.967 en 1992.
Arnold firmó un contrato discográfico en solitario con Vee-Jay Records, grabando los originales de "I Wish You Would" y "I Ain’t Got You". B Ambos fueron posteriormente cubierto por The Yardbirds. "I Wish You Would "también fue grabada por David Bowie en su álbum de 1973 Pin Ups y Sweet en su álbum de 1982, Identity Crisis.
A finales de 1950 Arnold continuó jugando en clubes de Chicago y en 1963 grabó un LP, More Blues del lado sur, para el sello Prestige, sino como oportunidades de juego secaron persiguió una carrera paralela como conductor de autobús y, más tarde la libertad condicional oficial.
Por la década de 1970, Arnold comenzó tocando en festivales, giras por Europa y grabar de nuevo. Grabó una sesión para la BBC Radio 1 disc jockey John Peel en 5 de octubre de 1977.
En 1993, lanzó el álbum  Back Where I Belong en Alligator Records, seguido de Eldorado de Cadillac (1995) y en Stony Plain Registros con el Duke Robillard Band Boogie 'n' shuffle (2001). En 2012, lanzó azul y solitario que ofrece a Tony McPhee y The Groundhogs.  Otro homenaje a Sonny Boy fue el álbum The Blues Soul of Billy Boy Arnold (Stony Plain - SPCD 1378, 2014).
En 2014, fue nominado para un Premio de la Música Blues (Blues Music Award) en la categoría "Artista Masculino de Blues Tradicional del Año".

## Discografía

### Álbumes de estudio
- More Blues On The South Side (Prestige, 1964)
- Kings Of Chicago Blues Vol. 3 (Vogue, 1973)
- Blow The Back Off It (Red Lightnin', 1975)
- Checkin' It Out (Red Lightnin', 1979)
- Ten Million Dollars (Blue Phoenix, 1984)
- Back Where I Belong (Alligator, 1993)
- Eldorado Cadillac (Alligator, 1995)
- Boogie 'n' Shuffle (Stony Plain, 2001)
- Consolidated Mojo (Electro-Fi, 2005)
- Billy Boy Arnold Sings Sonny Boy (Electro-Fi, 2008)
- Billy Boy Arnold Sings Big Bill Broonzy (Electro-Fi, 2012)
- The Blues Soul Of Billy Boy Arnold (Stony Plain, 2014)

### Álbumes en vivo
- Live At The Venue 1990 (Catfish, 2000)

### Recopilaciones
- Crying And Pleading (Charly, 1980)
- Goin' To Chicago (Testament, 1995)
- Catfish (Catfish, 1999)

## Apariciones en festivales
- Festival de Blues de San Francisco: 1992
- Long Beach Blues Festival: 1994
- Festival Internacional de Jazz de San Javier: 1998
- North Sea Jazz: 2009
- Chicago Blues Festival: 1994, 2004, 2010
- The University of Chicago Folk Festival: 2012[7]
- Mojo Workin R&B Weekend (San Sebastián, Basque Country, Spain): 2014